# Helena Mannervesi
Helena Mannervesi, född 1946, är en finländsk orienterare som tog silver i stafett vid VM 1981.